# Spiders
Spiders is een Amerikaanse lowbudget sciencefiction-horrorfilm uit 2000 onder regie van Gary Jones, geschreven door Boaz Davidson.

## Verhaal
Marci werkt als journaliste voor een krant. Ze is een ferm gelover in allerlei bovennatuurlijke en buitenaardse zaken en probeert daar constant verhalen over te maken, maar haar hoofdredacteur wil daar niets van weten. Het is dat ze zo goed kan schrijven, want anders zou hij haar inruilen. Niettemin gaat Marci in haar vrije tijd met frisse moed achter alles aan waar ze in gelooft.
Op dat moment bericht de overheid op televisie dat een door haar de ruimte ingestuurde ruimteveer bij terugkomst is verongelukt en vergaan in de dampkring. Wanneer Marci zich die avond met haar vrienden Jake en Slick op verboden overheidsterrein bevindt, ziet ze daar niettemin diezelfde ruimteveer neerstorten. Wat zij niet weet, is dat aan boord een experiment plaatsvond waarbij een spin met DNA ingespoten werd, voordat het veer door kosmische straling in de problemen kwam.
Terwijl het drietal verborgen achter in een vrachtwagen toekijkt, komt een overheidsinstelling de lijken van de astronauten bergen én hun spin ophalen. Deze wordt per ongeluk door een van hen platgetrapt, maar heeft ongemerkt een eitje achtergelaten in een dode astronaut. De dode bemanning wordt achter in dezelfde vrachtwagen geladen waar Marci, Jake en Slick in verborgen zitten, die vervolgens naar een geheime ondergrondse overheidsbasis rijdt om de lijken en de spinnenresten te onderzoeken.
Eenmaal in de overheidsbasis, blijkt het spinneneitje in de astronaut uitgekomen en kruipt er een spin uit de dode man zo groot als een menselijke onderarm. Deze blijkt een uiterst agressieve jager met 100% dodelijk gif en is onderwijl in rap tempo nog steeds groeiende.

## Rolverdeling
| Acteur              | Personage         |
| ------------------- | ----------------- |
| Lana Parrilla       | Marci             |
| Nick Swarts         | Jake              |
| Oliver Macready     | Slick             |
| Josh Green          | Murphy            |
| Mark Phelan         | Gray              |
| Leslie Zemeckis     | Emma              |
| Mark Totty          | Commandant Hooper |
| Andrew Stoddard     | Dr. Ellis         |
| Jonathan Breck      | Jacobs            |
| Steven Sullivan     | Max               |
| Corey Klemow        | Joe               |
| Simone Levin        | Loretta           |
| H. Murphy           | Phil              |
| Billy Maddox        | Kolonel Dixon     |
| Nicole Tocantins    | Moira             |
| Jullian Simmons     | Levine            |
| David Ott           | Phillips          |
| Scott Alan Reiniger | Brice             |